# Tatort: Amoklauf
Amoklauf ist ein Fernsehfilm aus der Kriminalreihe Tatort der ARD und des ORF. Der Film wurde vom Norddeutschen Rundfunk unter der Regie von Werner Masten produziert und am 3. Januar 1993 erstmals in der ARD ausgestrahlt. Es handelt sich um die Tatort-Folge 268. Kriminalhauptkommissar Paul Stoever (Manfred Krug) ermittelt in seinem 19. Fall, für seinen Kollegen Peter Brockmöller (Charles Brauer) ist es sein 16. Fall.

## Handlung
Im Auftrag des „Unternehmers“ und Schleusers Hattkämper transportiert Brandner eine Gruppe von Kurden nach Hamburg. Bei einer der Fahrten kommt es zu einem Zwischenfall: Ein herzkranker Kurde stirbt nur wenige Kilometer vor der Ankunft in einer alten Fabrikhalle in Hamburg-Billbrook. Messud Baran, Hattkämpers rechte Hand und ebenfalls Kurde sowie Mitglied der PKK, gibt Brandner die Schuld an dessen Tod. Daraufhin kommt es zu einem Kampf zwischen Brandner und Baran, bei dem Brandner letzteren verletzt. Baran droht daraufhin, Brandners Tochter zu entführen. Noch während der Auseinandersetzung erfolgt eine Razzia der Polizei und der Ausländerbehörde. Die Beamten entdecken den Toten und schalten die Kriminalkommissare Stoever und Brockmöller von der Mordkommission ein. Hattkämper leugnet, als Schleuser zu arbeiten und behauptet, er habe lediglich einen Hinweis erhalten, dass auf seinem Fabrikgelände Unbefugte seien, und daher nach dem Rechten schauen wollen. Die Ermittler nehmen auch Baran in die Mangel, doch er schweigt. Großes Interesse an dem Kurden haben auch die Beamten um den türkischen Polizisten Nuril.
Kurz darauf wird Brandners Tochter Aische von zwei südländisch aussehenden Männern entführt. Brandner verdächtigt Baran und macht sich mit einer Waffe auf zu ihm. Doch noch während er ihn mit einem Gewehr bedroht, wird Baran vor seinen Augen von jemand anderem erschossen. Barans Freundin identifiziert jedoch Brandner. Dieser, ein ehemaliger Einzelkämpfer, macht sich daraufhin auf zur Familie von Messud Barans Bruder Levent, weil er seine Tochter dort vermutet. Levent wurde inzwischen in einem Hotel unter Polizeischutz gestellt. Als seine Familie mit dem Auto fortfahren will, explodiert dieses, die Familie kann von der Polizei gerade noch rechtzeitig in Sicherheit gebracht werden. Levent Baran berichtet Stoever und Brockmöller, dass sowohl sein Bruder als auch er als ehemalige kurdische Widerstandskämpfer von der türkischen Geheimpolizei verfolgt werden, die deutschen Gerichte bislang aber Auslieferungsanträge stets abgelehnt hätten. Dies lenkt den Verdacht der Kommissare auf die Geheimpolizei, zumal von ihr der entscheidende Hinweis für die Razzia bei Hattkämper kam, wie Assistent „Meier 2“ mittlerweile erfahren hat. Stoever erfährt von Wirtschaftsfahnder Menzel, dass das Auto, mit dem Aische entführt wurde, von den türkischen Polizeikollegen Nuril und seinem Assistenten gefahren wird.
Brandner macht sich unterdessen zu dem Hotel auf, in dem Levent Baran von Brockmöller und „Meier 2“ bewacht wird. Mit einem Trick lockt Brandner „Meier 2“ aus dem Hotelzimmer und ersticht ihn. Während Stoever und Brockmöller sich auf die Suche nach ihrem Kollegen machen, überfällt Brandner Levent Baran. Er fordert seine Tochter und freies Geleit – ohne zu wissen, dass die Polizei sie noch gar nicht gefunden hat. Durch einen Trick erfährt Stoever von den beiden türkischen Geheimpolizisten jedoch den Aufenthaltsort und kann Aische noch rechtzeitig vor Ablauf von Brandners Ultimatum zu ihm bringen. Die türkischen Polizisten werden verhaftet. Stoever bringt Aische zu Brandner, der jedoch beim Fluchtversuch vor den Augen seiner Tochter von einem Beamten des Mobilen Einsatzkommandos erschossen wird. Für Stoever und Brockmöller steht zudem noch ein weiterer schwerer Gang an: Sie erfahren, dass ihr verstorbener Kollege „Meier 2“, bislang als Einzelgänger bekannt, doch Verwandte in Hamburg hatte...

## Hintergrund
In dieser Folge stirbt der langjährige Assistent „Meier 2“.

## Rezeption

### Einschaltquote
Die Erstausstrahlung von Amoklauf erfolgte am 3. Januar 1993. Die ARD-Sendung erreichte mit 9,47 Millionen Zuschauern einen Marktanteil von 26,3 Prozent.

### Kritik
Die Kritiker der Fernsehzeitschrift TV Spielfilm urteilen: „Das Thema des toughen, oft auch bewegenden Asylkrimis bleibt aktuell. Politische Brisanz mit Langzeitgarantie.“